# Dreiband-Europameisterschaft 1972

Logo CEB (ausrichtender Verband)

Veranstaltungsort: Dortmund

Die Dreiband-Europameisterschaft 1972 war das 30. Turnier in dieser Disziplin des Karambolagebillards und fand vom 9. bis 13. Februar 1972 in Dortmund statt. Es war die vierte Dreiband-Europameisterschaft in Deutschland.

## Geschichte
Der Belgier Raymond Ceulemans gewann bei dieser Dreiband-Europameisterschaft seinen elften Titel in Folge und hielt zum Schluss mit großem Abstand alle Turnierrekorde. Seine beste Leistung war der neue Europarekord im besten Einzeldurchschnitt (BED) mit 2,857. Er schaffte diesen Rekord in der Partie gegen den amtierenden Vize-Weltmeister Rini van Bracht mit einem glatten Sieg mit 60:15 in 21 Aufnahmen. Diese Leistung wurde auch noch nie bei einer Dreiband-Weltmeisterschaft erzielt. Der Däne Peter Thøgersen schaffte es als einziger Ceulemans, wenn auch nur sehr knapp mit 60:59 in 53 Aufnahmen, zu bezwingen. Thøgersen war der erste Skandinavier der bei einer Europameisterschaft eine Medaille erringen konnte. Der deutsche Meister Günter Siebert kam bei seiner ersten EM-Teilnahme mit nur einem Sieg gegen den Italiener Antonio Oddo nicht über den achten Platz hinaus. Von Freitag bis Sonntag wurde über diese Meisterschaft täglich im Rundfunk und Fernsehen berichtet. Erstmals in Deutschland wurde eine Billardmeisterschaft durch das zweite Deutsche Fernsehen (ZDF) 30 Minuten live übertragen.

## Modus
Gespielt wurde in zwei Vorrundengruppen „Jeder gegen Jeden“ bis 60 Punkte mit Nachstoß/Aufnahmegleichheit. Die Gruppen bestanden aus je fünf Spielern. Die beiden Gruppenletzten schieden aus. Die Partiepunkte aus der Vorrunde wurden in die Finalrunde mitgenommen. Die Partien gegen die ausgeschiedenen Akteure wurden in der Abschlusstabelle nicht gewertet. Platz neun wurde ausgespielt.

## Vorrunden Gruppen
| MP    | Match Points (Sieger = 2; Unentschieden = 1; Verlierer = 0) |
| Pkte. | Erzielte Karambolagen                                       |
| Aufn. | Benötigte Versuche                                          |
| GD    | Generaldurchschnitt                                         |
| BED   | Bester Einzeldurchschnitt eines Spielers                    |
| HS    | Höchstserie                                                 |
|       | Bester GD des Turniers                                      |
|       | Bester ED des Turniers                                      |
|       | Beste HS des Turniers                                       |
|       | 1. Platz (Gold)                                             |
|       | 2. Platz (Silber)                                           |
|       | 3. Platz (Bronze)                                           |

| Abschlusstabelle Vorrunden-Gruppe A | Abschlusstabelle Vorrunden-Gruppe A | Abschlusstabelle Vorrunden-Gruppe A | Abschlusstabelle Vorrunden-Gruppe A | Abschlusstabelle Vorrunden-Gruppe A | Abschlusstabelle Vorrunden-Gruppe A | Abschlusstabelle Vorrunden-Gruppe A | Abschlusstabelle Vorrunden-Gruppe A |
| Platz                               | Name                                | MP                                  | Pkte.                               | Aufn.                               | GD                                  | BED                                 | HS                                  |
| ----------------------------------- | ----------------------------------- | ----------------------------------- | ----------------------------------- | ----------------------------------- | ----------------------------------- | ----------------------------------- | ----------------------------------- |
| 1                                   | Raymond Ceulemans                   | 6:2                                 | 239                                 | 153                                 | 1,562                               | 2,857                               | 15                                  |
| 2                                   | Rini van Bracht                     | 6:2                                 | 195                                 | 224                                 | 0,870                               | 1,200                               | 6                                   |
| 3                                   | Peter Thøgersen                     | 6:2                                 | 239                                 | 289                                 | 0,826                               | 1,132                               | 8                                   |
| 4                                   | Günter Siebert                      | 2:6                                 | 169                                 | 210                                 | 0,804                               | 1,224                               | 8                                   |
| 5                                   | Antonio Oddo                        | 0:8                                 | 134                                 | 256                                 | 0,523                               | –                                   | 7                                   |
| Gruppendurchschnitt: 0,862          |                                     |                                     |                                     |                                     |                                     |                                     |                                     |

| Abschlusstabelle Vorrunden-Gruppe B | Abschlusstabelle Vorrunden-Gruppe B | Abschlusstabelle Vorrunden-Gruppe B | Abschlusstabelle Vorrunden-Gruppe B | Abschlusstabelle Vorrunden-Gruppe B | Abschlusstabelle Vorrunden-Gruppe B | Abschlusstabelle Vorrunden-Gruppe B | Abschlusstabelle Vorrunden-Gruppe B |
| Platz                               | Name                                | MP                                  | Pkte.                               | Aufn.                               | GD                                  | BED                                 | HS                                  |
| ----------------------------------- | ----------------------------------- | ----------------------------------- | ----------------------------------- | ----------------------------------- | ----------------------------------- | ----------------------------------- | ----------------------------------- |
| 1                                   | Johann Scherz                       | 8:0                                 | 240                                 | 242                                 | 0,991                               | 1,153                               | 6                                   |
| 2                                   | Ludo Dielis                         | 6:2                                 | 238                                 | 234                                 | 1,017                               | 1,200                               | 6                                   |
| 3                                   | Albert Lasserre                     | 4:4                                 | 207                                 | 250                                 | 0,828                               | 0,952                               | 7                                   |
| 4                                   | Jacques Blanc                       | 2:6                                 | 188                                 | 270                                 | 0,696                               | 0,788                               | 5                                   |
| 5                                   | Claudio Nadal                       | 0:8                                 | 191                                 | 300                                 | 0,636                               | –                                   | 6                                   |
| Gruppendurchschnitt: 0,820          |                                     |                                     |                                     |                                     |                                     |                                     |                                     |

### Platzierungsspiel
| Platz            | Name          | MP  | Pkte | Aufn. | GD    | BED   | HS |
| ---------------- | ------------- | --- | ---- | ----- | ----- | ----- | -- |
| Spiel um Platz 9 |               |     |      |       |       |       |    |
| 9                | Claudio Nadal | 2:0 | 60   | 72    | 0,833 | 0,833 | 6  |
| 10               | Antonio Oddo  | 0:2 | 53   | 72    | 0,736 | –     | 4  |

### Endrunde
| Platz | Name              | MP  | Pkte. | Aufn. | GD    | BED   | HS |
| ----- | ----------------- | --- | ----- | ----- | ----- | ----- | -- |
| 1     | Raymond Ceulemans | 8:0 | 240   | 166   | 1,445 | 2,068 | 9  |
| 2     | Peter Thøgersen   | 7:1 | 240   | 239   | 1,004 | 1,176 | 9  |
| 3     | Rini van Bracht   | 6:2 | 233   | 221   | 1,054 | 1,304 | 7  |
| 4     | Ludo Dielis       | 4:4 | 200   | 184   | 1,086 | 1,363 | 11 |
| 5     | Jacques Blanc     | 3:5 | 200   | 254   | 0,787 | 1,000 | 7  |
| 6     | Johann Scherz     | 2:6 | 209   | 208   | 1,004 | 1,071 | 9  |
| 7     | Albert Lasserre   | 2:6 | 188   | 226   | 0,831 | 0,923 | 6  |
| 8     | Günter Siebert    | 0:8 | 195   | 246   | 0,792 | –     | 7  |

## Abschlusstabelle
| Endklassement              | Endklassement     | Endklassement | Endklassement | Endklassement | Endklassement | Endklassement | Endklassement |
| Platz                      | Name              | MP            | Pkte.         | Aufn.         | GD            | BED           | HS            |
| -------------------------- | ----------------- | ------------- | ------------- | ------------- | ------------- | ------------- | ------------- |
| 1                          | Raymond Ceulemans | 14:2          | 479           | 319           | 1,501         | 2,857         | 15            |
| 2                          | Peter Thøgersen   | 13:3          | 479           | 528           | 0,907         | 1,176         | 9             |
| 3                          | Rini van Bracht   | 12:4          | 428           | 445           | 0,961         | 1,304         | 7             |
| 4                          | Ludo Dielis       | 10:6          | 438           | 418           | 1,047         | 1,363         | 11            |
| 5                          | Johann Scherz     | 10:6          | 449           | 450           | 0,997         | 1,153         | 9             |
| 6                          | Albert Lasserre   | 6:10          | 395           | 476           | 0,829         | 0,952         | 7             |
| 7                          | Jacques Blanc     | 5:11          | 388           | 524           | 0,740         | 1,000         | 7             |
| 8                          | Günter Siebert    | 2:14          | 364           | 456           | 0,798         | 1,224         | 8             |
| 9                          | Claudio Nadal     | 2:8           | 251           | 372           | 0,647         | 0,833         | 6             |
| 10                         | Antonio Oddo      | 0:10          | 187           | 328           | 0,570         | –             | 7             |
| Turnierdurchschnitt: 0,893 |                   |               |               |               |               |               |               |